# Edgard Van Cauwelaert
Edgard Van Cauwelaert (Nederzwalm, 27 november 1916 - Sint-Jans-Molenbeek, 27 oktober 1987) was advocaat en magistraat in Brussel.

## Familie
Edgard Van Cauwelaert was de oudste van de vier kinderen van Frans Van Cauwelaert (1893-1980), een afstammeling van de Van Cauwelaerts uit Denderwindeke, en van Anna De Smet. Zijn vader was schoolhoofd en vele jaren gemeenteraadslid in Nederzwalm.
Hij was getrouwd met Gaby Olemans en ze hadden drie kinderen, onder wie Kristien Van Cauwelaert die magistraat werd en trouwde met de advocaat en letterkundige Raoul de Puydt.

## Levensloop
In zijn studententijd was Van Cauwelaert gewestleider in Oudenaarde van KSA - Oost-Vlaanderen. Tijdens zijn middelbare studies aan het Sint-Lievenscollege in Gent was hij gouwleider van het Jong Volkse Front. Als hoogstudent was hij voorzitter van Jeugdfront, een katholieke politieke jeugdbeweging die de Vlaamse Concentratie steunde.
Hij studeerde af aan de Katholieke Universiteit Leuven met de graden van doctor in de rechten, licentiaat economische en sociale wetenschappen en baccalaureus in de thomistische wijsbegeerte.
Hij werd advocaat aan de Balie van Brussel en werd vervolgens politierechter. Hij doceerde aan het Hoger Instituut voor Bestuurs- en Handelswetenschappen.

## Verenigingsleven
Van Cauwelaert was actief in het Vlaamse verenigingsleven in Brussel. Zo was hij: 
- voorzitter van het Vlaams Pleitgenootschap in Brussel
- medestichter en voorzitter van de Moderne Bibliotheek
- secretaris (1946) en voorzitter (1959) van het Vlaams Comité voor Brussel
- medeorganisator van de marsen op Brussel
- lid (1964) van de Vaste Commissie voor Taaltoezicht

Van Cauwelaert bekommerde zich voornamelijk om het Nederlandstalig onderwijs in Brussel. Tegen het einde van zijn leven was hij pessimistisch over de toekomst van Vlamingen in Brussel.

## Publicaties
- Taalvrijheid?!, Brussel, 1971
- Boeren Vlamingen achteruit in Brussel?, Brussel, 1990